# Tuzki
Tuzki (tiếng Trung: 兔斯基; bính âm: Tùsījī, Hán Việt: Thỏ Tư Cơ) là một nhân vật hoạt hình do Vương Mão Mão (Momo Wang) của Đại học Truyền thông Trung Quốc sáng tác năm 2006. Được thiết kế chủ yếu thể hiện nhiều biểu tượng cảm xúc trong đối thoại, nhân vật của cô đã trở nên phổ biến ban đầu đối với người dùng QQ và MSN. Ngày nay, Tuzki lan rộng sức ảnh hưởng sang nhiều ứng dụng dành cho điện thoại hoặc máy tính bảng dùng Android và iOS như WeChat, KakaoTalk, Facebook, ChatOn,... Ngoài ra, Tuzki còn là hình ảnh quảng cáo cho một số thương hiệu.
Tuzki là thuộc sở hữu và quản lý của TurnOut Ventures Lưu trữ ngày 28 tháng 10 năm 2020 tại Wayback Machine, một dự án thương mại chung của Turner Broadcasting và Outblaze, thành lập tại Hồng Kông vào năm 2008.
Năm 2007, hãng Motorola sử dụng hình ảnh Tuzki để quảng cáo cho chiếc điện thoại dòng smartphone Motorola Q9h ở Châu Á.
Tháng 1 năm 2013, trong một chiến dịch quà tặng kèm khuyến mãi của KFC Trung Quốc, hơn 9,5 triệu mẫu mô hình cao cấp nhân vật Tuzki (gồm 4 mẫu khác nhau) được phân phối đến khắp Trung Quốc thông qua hơn 3.000 chi nhánh của KFC.
Tháng 3 năm 2013, phiên bản Tuzki của dòng máy chụp hình mini Instax của Fujifilm được hãng chào bán tại Trung Quốc.
Ngày 13 tháng 2 năm 2014, TurnOut Ventures phát hành bộ phim hoạt hình ngắn "Tuzki: Love Assassin" trên YouTube, như một quảng cáo ngắn nhân ngày Valentine. Phim do Studio 4°C sản xuất, Julian Frost viết kịch bản và đạo diễn, ông cũng người sáng tác loạt phim hoạt hình nổi tiếng Dumb Ways to Die.
Hình ảnh của bộ phim ngắn "Tuzki: Love Assassin" được trưng bày ở toà nhà Thomson Reuters tại quảng trường Times Square thành phố New York từ ngày 14 đến 18 tháng 2 năm 2014.